# 龍藏經
龍藏經，為清朝孝莊皇太后決策、聖祖康熙帝支持下修造的藏文大藏經甘珠爾部分。完竣後在總集宮廷收藏的藝術譜錄《秘殿珠林初編》中稱為《泥金寫本藏文龍藏經》，為清朝第一部泥金寫本藏文甘珠爾經。
此藏經屬於藏傳佛教，內容計有秘密、般若、寶積、華嚴、諸經、戒律等六大部，共收1,057種經典，總集釋迦牟尼之教法、律典之藏譯本。
《龍藏經》製作精美，其全套108函收藏於中華民國國立故宮博物院，惟當時國民政府遷台文物館藏台中霧峰北溝期間，因山洞庫房滲漏，《龍藏經》第91函受潮，部份經葉粘連無法揭開。
乾隆帝事事效法其祖，乾隆年間也由內務府製作了藏文泥金寫本的《乾隆朝內府泥金寫本藏文甘珠爾經》，其中有12函收藏於臺灣國立故宮博物院（2024年8月《藏文寫本龍藏經》108件登錄為中華民國國寶），其餘96函收藏於北京故宮博物院。

## 章節簡介
就經典不同的內容，依次編成
1. 秘密部（24函）
2. 般若部（24函）
3. 寶積部（6函）
4. 華嚴部（6函）
5. 諸經部（32函）
6. 戒律部（16函）

## 軼聞
- 相傳能夠親眼看見龍藏經之人將可得七世福報，極言其華貴而法喜充滿。
- 臺灣故宮人員在整理龍藏經裝幀配件時，發現包覆經文的黃緞織花袷經衣是由三塊黃緞布縫在一起，其夾層繡有七團龍紋。[1][2]

## 外部連結
- 佛教藏經目錄數位資料庫 （页面存档备份，存于）
- 中華電子佛典協會（CBETA） （页面存档备份，存于）
- 汉文电子大藏经系列
- 在綫讀經：大藏經全集 （页面存档备份，存于）
- 中华佛典宝库
- 漢文大藏經刊刻源流表
- 歷代漢文大藏經概述 （页面存档备份，存于）
- 大藏经在线阅读全文检索（含续藏经 佛学大辞典） （页面存档备份，存于）
- 大藏经在线阅读全文检索（含净土专题） （页面存档备份，存于）
- 漢籍全文．佛典經錄資料庫 （页面存档备份，存于）

## 附註連結
1. ↑  .   [2020-11-17]. （原始内容存档于2021-01-26）.
2. ↑  . 原始内容存档于2022-12-05.